# Bloomfield (Nueva York)
Bloomfield es una villa ubicada en el condado de Ontario en el estado estadounidense de Nueva York. En el año 2000 tenía una población de 1,267 habitantes y una densidad poblacional de 347 personas por km².

## Geografía
Bloomfield se encuentra ubicada en las coordenadas 42°47′42″N 77°25′47″O / 42.79500, -77.42972.

## Demografía
Según la Oficina del Censo en 2000 los ingresos medios por hogar en la localidad eran de $47,663, y los ingresos medios por familia eran $47,663. Los hombres tenían unos ingresos medios de $35,197 frente a los $24,485 para las mujeres. La renta per cápita para la localidad era de $23,669. Alrededor del 4.1% de la población estaban por debajo del umbral de pobreza.